# Reece Oxford
Reece Joel Oxford, född 16 december 1998 i London, är en engelsk fotbollsspelare som spelar för Bundesliga-laget FC Augsburg. 

## Karriär
Oxford debuterade i Premier League för West Ham United borta mot Arsenal i premiären av säsongen 2015/2016. Innermittfältarens debut kom vid en ålder av 16 år och 236 dagar, vilket gör honom till klubbens yngste spelare någonsin. Oxfords debut gjorde honom även till den näst yngste spelaren att starta en Premier League-match.
Den 31 januari 2019 lånades Oxford ut till FC Augsburg på ett låneavtal över resten av säsongen 2018/2019.